# Songhees

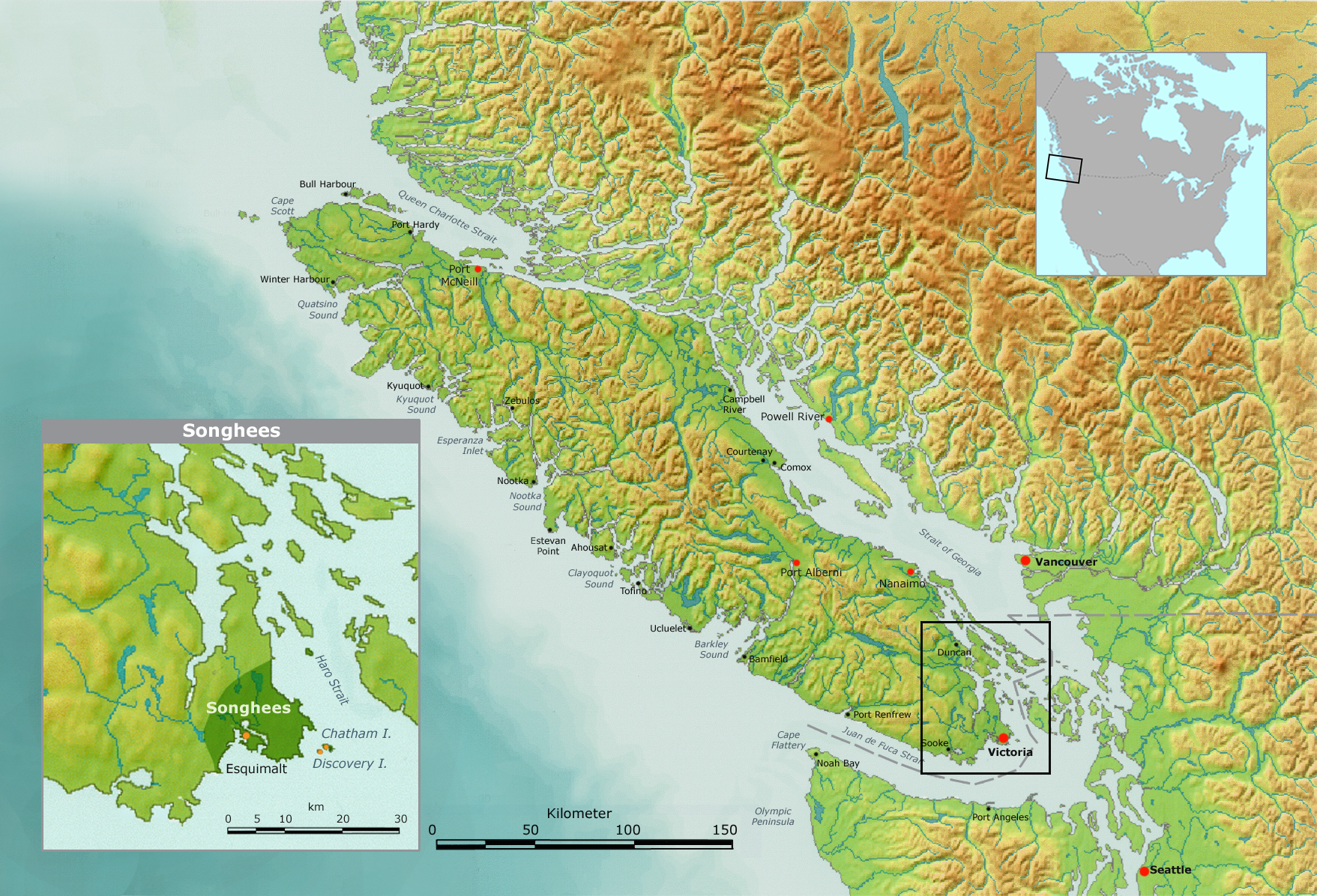
Traditionelles Territorium der Songhees und heutige Reservate (orange)

Die Songhees oder Songish, offiziell Songhees First Nation, die sich selbst Lkwungen oder Lekwungen nennen, sind eine der kanadischen First Nations in der Provinz British Columbia. Sie leben im Südosten von Vancouver Island in der Agglomeration Victoria.
Sie gehören sowohl kulturell als auch sprachlich zu den Küsten-Salish der Nordwestküstenkultur des Pazifiks, deren Wohngebiet sich bis nach Oregon erstreckt. Wie die benachbarten Esquimalt (Ess-whoy-malth) sprechen sie Lək̓ʷəŋín̓əŋ / Lekwungen oder Songhees / Songish, einen Dialekt des Northern Straits Salish, einer der größten Dialektgruppen innerhalb des Zentralen Küsten-Salish (Central Coast Salish) aus der Salish-Sprachfamilie.
Mit Stand vom September 2013 zählte die Songhees First Nation 546 registrierte Stammesangehörige, von denen 331 im eigenen Reservat, 38 in anderen Reservaten sowie die übrigen 177 außerhalb lebten.
Der Stamm gehört zur Te'mexw Treaty Association, die mit der Provinz und der Bundesregierung in Ottawa über Landansprüche und Souveränitätsrechte verhandelt. Zu ihr gehören neben den Beecher Bay die Malahat, Nanoose und T'sou-ke.

## Geschichte

### Frühgeschichte
Die Songhees (Lkwungen oder Lekwungen) wurden – und werden teilweise heute noch – oft zusammen mit den eng verwandten Esquimalt  als Lekwammen (oder Lekwungen) bezeichnet, jedoch wird diese Bezeichnung zunehmend nur auf die Songhees bezogen, da es deren Eigenbezeichnung ist. Weitere historisch (und teilweise heute noch) Straits Salish-sprechende Gruppen der Küsten-Salish sind die Lummi (Xwlemi oder Lhaq'temish), Saanich (W̱SÁNEĆ), Samish (sʔémǝš), Semiahmoo, T'sou-ke (Sooke) und die Klallam (S'Klallam).
Im heutigen Portage Park in View Royal wurde 2006 ein Dorf aus der Zeit um 800 v. Chr. entdeckt. Neben großen Mengen lokaler Muscheln fanden sich Obsidianklingen, Jade aus dem Frasertal und Muscheln aus dem Nuu-chah-nulth-Gebiet an der Westküste von Vancouver Island. Zwischen etwa 1200 v. Chr. bis 400 n. Chr. sind die so genannten Microblades, z. T. extrem kleine Klingen, ein durchgängiges Kennzeichen der regionalen Kultur.
Zwischen etwa 500 und 1000 n. Chr. ist ein Kennzeichen der Süd-Salish-Gruppen um Victoria eine große Zahl von Steinhaufengräbern (cairns). Sie werden  auch „burial mounds“ genannt. Allein in der Rocky Point Area westlich von Victoria finden sich rund 400 dieser Cairns. Eine große Zahl an Mounds ist auch um Metchosin zu finden. Schon Brian Thom konnte zeigen, dass zu dieser Zeit die Klassengesellschaft der späteren Epochen noch nicht existierte, sondern eine Rang- oder Prestigegesellschaft vorherrschte. Erst am Ende der Marpole-Phase, also um 1000, monopolisierte eine Elite nicht nur das ererbte und zugeschriebene Ansehen, sondern auch Machtmittel und Ressourcen. Um 400 v. Chr., so die Annahme, entwickelte sich eine Gesellschaft, die die individuelle Aneignung von Ansehen bevorzugte.
Am Finlayson Point lässt sich ein befestigtes Songhee-Dorf aus der Zeit vor 1800 nachweisen, das überwiegend aus Langhäusern bestand. Ihre Siedlungen reichten von Songhees Point bis zur heutigen Johnsons Street Bridge.
Da, wo heute das Delta Hotel steht, stand das Langhaus von Häuptling Cheetlam George. Songhees Point, am Eingang zum Inner Harbour, hieß Pallatsis, „Wiegenplatz“, denn dort ließen die Kinder, die laufen gelernt hatten, ihre Wiegen zurück, was ihnen ein langes Leben sichern sollte. Auf den zu dieser Zeit stark bewaldeten Inseln finden sich ebenfalls Beerdigungsplätze des Stammes.

### Familiengruppen
Die heutigen Songhees und Esquimalt sind Nachfahren folgender in den sog. Douglas Treaties (Vancouver Island Treaties oder Fort Victoria Treaties) genannter Familiengruppen:
- der Teechamitsa (von Albert Head bis Esquimalt Harbour – heute Mitglieder der Esquimalt Nation)
- der Xwsepsum (Kosampsom) oder Camossung[6] (Ostteil des Esquimalt Harbour, am Craigflower Creek (Pulkwutsang – „der Geister-Platz“) im Portage Inlet, den Gorge Waters (Gorge-Wasserstraße) im Harbour (Hafen) des heutigen Victoria bis Halkett Island – Hauptgruppe der heutigen Esquimalt Nation)
- der Whyomilth (Nordwestteil des Esquimalt Harbour – heute Mitglieder der Esquimalt Nation)
- der Chekonein (Che-ko-nein) (zwischen Gonzales Point und Mount Douglas – heute Mitglieder der Songhees First Nation)
- der Chilcowitch (östlich der Ross Bay bis Gonzales Point – heute Mitglieder der Songhees First Nation)
- der Stsanges (im Gebiet des heutigen Albert Head (Tleepet), einem Vorort von Metchosin, British Columbia – heute Mitglieder der Songhees First Nation)
- der Swengwhung (Inner Harbour, James Bay (Whosaykum – „Sand, Lehm“ oder „matschiger, sumpfiger Platz“), Clover Point und Ross Bay im Gebiet von Greater Victoria – heute Mitglieder der Songhees First Nation)

### Erste Europäer
Die ersten spanischen und britischen Schiffe steuerten Esquimalt 1790 und 1792 an. Don Manuel Quimper ankerte 1790 im Hafen von Esquimalt und nannte den Ort „Puerto de Cordova“ nach dem 46. Vizekönig von Neuspanien. Schon James Cook bewunderte die von den Indianern kultivierte Landschaft um das spätere Victoria. Der spätere Leiter der Hudson’s Bay Company (HBC) sah in der Landschaft der Region mit ihrer parkartigen Erscheinung, offenen Grasflächen usw. ein ideales Siedlungsgebiet, „a perfect Elysium in point of climate and scenery“.

### Gründung Victorias
Als Victoria 1843 gegründet wurde, existierte ein Songhees-Dorf neben dem neu errichteten Fort, das aber 1844 auf die andere Seite des Hafens versetzt wurde. Beim Bau des ersten Forts waren die Beziehungen offenbar noch sehr freundlich. So boten die Indianer ihre Hilfe an. 1.200 von ihnen halfen beim Setzen der Schanzpfähle, ihre Gesamtzahl wird auf 1.600 geschätzt.

### Gesellschaft
Wie die übrigen Stämme auf Vancouver Island, etwa die Nuu-chah-nulth, teilte sich die Gesellschaft in drei streng voneinander getrennte Klassen, eine obere (siem), eine untere Klasse (stesem, sslyn oder stšam) und Sklaven (skeyes oder sk'wys). Die Sklaven lebten überwiegend in den Häusern der obersten Klasse, die untere Klasse lebte in separaten Häusern. Die obere Klasse hatte exklusiven Zugang zu bestimmten Ressourcen wie ertragreichen Fischbeständen, war aber auch gehalten, bei großen Feierlichkeiten (Potlatches) überaus großzügig zu schenken. Damit unterschieden sie sich im Grundsatz nur wenig von den europäischen Gesellschaften der Zeit, wenn man deren Prestigegebaren auch eher als ostentative Verschwendung und weniger als Ausgleich auffasst. Die Lekwungen lebten in zwei großen Dörfern, in Esquimalt Harbour und in der Cadboro Bay. Das Land dazwischen war zwar früher genutzt worden – so lassen sich Verteidigungsanlagen am Finlayson Point (datiert auf ca. 950 n. Chr.) und im Beacon Hill Park nachweisen (dort auch ein Friedhof), dazu am Holland Point und am Clover Point –, doch 1842 wurde es nur noch sporadisch von der führenden Klasse genutzt. Die Begräbnisstätten sind bereits 1858 erstmals untersucht worden, doch wurden die meisten Steinkreise dieser Art – mit einem Mound in der Mitte – zerstört.
Offenbar nutzten die Songhees die Umgebung dieser Stätten auch als Spielfeld für eine Art Hockey, ein Spiel namens Qoqwialls, das mit am Ende löffelartigen Eichenstöcken gespielt wurde, mit Toren an den Enden des Spielfelds.

### Nahrungsgrundlagen und Kulturlandschaft
Lachs war, wie überall an der Pazifikküste, die Hauptnahrung der Küsten-Salish. Vor allem San Juan Island wurde gern mit Kanus angefahren. Der Fisch wurde getrocknet und geräuchert, aber niemals gesalzen. Auch andere Fische wie Hering und Heilbutt, aber auch Vögel und Wild standen auf der Speisekarte. Jedoch durfte nicht jeder überall jagen, denn bestimmte Familien hatten ihre Riffnetze und bestimmte Sammelfelder, wie die der horse clam, einer Muschelart (Tresus nuttallii). Sie waren nur dem Adel vorbehalten. Ähnliche Regeln galten für den Hausbau und für die Jagd, aber auch für das Sammeln zahlreicher Pflanzen, wie Beeren, Gräser usw. So konnte es geschehen, dass Familienclans entsprechend der jeweils besten Erntezeit der Pflanzen in bestimmte, ihnen „gehörende“ Gebiete wanderten.
Jedoch waren die Songhees nicht nur Jäger und Sammler, sondern auch „halbe“ Bauern. Sie pflanzten Camas, ein Agavengewächs mit blauen Blüten. Ihre Zwiebeln schmecken wie sehr süße, gebackene Tomaten, manche auch wie Birnen. Dabei wuchs sie in zwei Arten, der Gemeinen Camas (Camassia quamash) und der Großen Camas (Camassia leichtlinii). Besonders dieser Anbau und die Pflege des Bodens verwandelten die Landschaft im Laufe der Jahrhunderte und gaben ihr den für die Engländer so anziehenden, parkähnlichen Charakter. Die baumarmen Zonen, die zum Anbau von Camas und Kartoffeln gleichermaßen nötig waren, wurden durch den gezielten Einsatz von Feuer geschaffen. Nur so konnte das offene Grasland in der Region auch erhalten werden, jedoch verboten die Europäer diese Praxis recht bald. Die Landschaft war also keineswegs „naturbelassen“, wie die romantischen Besucher der Region glaubten. Außerdem war die Ernte eine gute Gelegenheit, in den extra zu diesem Zweck eingerichteten Lagern an den Feldern soziale Kontakte zu knüpfen und durch Rituale die Gesellschaft zu festigen.
Mit den Camas-Zwiebeln, die 4–8 cm Durchmesser hatten, aber auch größer werden konnten (und bis über 100 g schwer), wurde ein intensiver Handel betrieben, insbesondere mit den Nuu-chah-nulth. Denn der überwiegende Teil der begehrten Früchte wuchs um Victoria.
Besonders wichtig war für die Songhees eine bestimmte Eichenart, die heute Garry Oak genannt wird (Quercus garryana). Neben dem Grasland bildeten sie ein ganz eigenes Ökosystem, neben von Douglasien oder Sümpfen dominierten oder küstennahen Gebieten. Die Garry-Eiche ist zwischen British Columbia und Kalifornien verbreitet, wächst aber am besten um Victoria. Sie ist nach Nicholas Garry von der HBC benannt. Sie werden bis über 400 Jahre alt. Solange die Songhees regelmäßig ihre Feuer entzündeten, war die Eiche fast der alleinige Baum, seitdem jedoch dringen andere Baumarten vor. Diese Art von Habitat, an dem weitere etwa 100 Pflanzenarten hängen, gibt es praktisch nur noch im Beacon Hill Park, denn nur weniger als 5 % dieses für die Songhee-Kultur so kennzeichnenden Ökosystems existieren noch heute. Um 1800 umfasste dieses System noch rund 15 km² im Gebiet von Victoria, heute sind davon noch 21 ha übrig.

### Handel
Zwischen den Songhees und ihren Nachbarn, auch jenseits der Juan de Fuca Strait, bestanden intensive Handelskontakte, nicht nur mit Kartoffeln und Camas. Ein Teil der Klallam von der Olympic Peninsula im heutigen Washington lebte in den 1840er und 50er Jahren sogar dauerhaft auf Vancouver Island. Sie waren mit den Songhees verwandt und hatten bei Victoria Harbour zwei Dörfer. Andere Stämme brachten Otter- und Biberfelle, Tran und Fett zum Handeln mit, wie etwa vom Puget Sound. Sie versorgten, ebenso wie die Indianer auf Vancouver Island, die wachsende Stadt Victoria mit Baumaterial, Arbeitskraft und Lebensmitteln. Ihre Kanus beförderten eilige Post. 1859 kampierten über 2.800 Indianer nahe der Stadt, davon vielleicht 600 Songhees. Die übrigen waren Haida (405), Tsimshian (574), Stikine River Tlingit (223), Duncan Cowichan (111), Heiltsuk (126), Pacheedaht (62) und Kwakwaka'wakw (44).
Doch spielte der Handel eine mit dem europäischen Handel nicht durchweg vergleichbare Rolle. Die Fahrten dienten auch der Begründung und Befestigung von Verwandtschaftsverhältnissen, auf die man, selbst nach längerem Ruhen der Beziehung, wieder zurückgreifen konnte. So hatten die Songhees praktisch überall im riesigen Wohngebiet Aufenthaltsmöglichkeiten, was wiederum den Handel erleichterte. Dieses Wissen war jedoch „privat“ und gehörte nur jeweils einer Familie. Die untere Schicht war regional viel eingeschränkter und besaß kein solches Wissen.

### Siedler
Mit den Siedlern, die Vieh mitbrachten und Kartoffeln anpflanzten, brach der Camas-Handel zusammen, die Rituale verschwanden, die Besitzstruktur wurde komplett umgewandelt.
Die Lekwungen pflanzten, wie zahlreiche Völker der Pazifikküste Nordamerikas, ebenfalls Kartoffeln an, was die Europäer schon eher als Landwirtschaft erkannten. Wahrscheinlich haben die Indianer diese Frucht bereits um 1800 von den europäischen Pelzhändlern übernommen, so dass sie um diese Zeit zum wertvollen Handelsgut wurde. Auch im Süden bauten die Pelzhändler Gärten an, wie in Astoria (1811) und in Fort Vancouver (1825), vor allem aber in Fort Langley (1827), östlich von Vancouver. Die Grabstöcke für Muscheln konnten hier leicht eingesetzt werden.

### Reservate und die Pocken
1853 wurde das Siedlungsgebiet der Songhees zum Reservat umgewandelt.

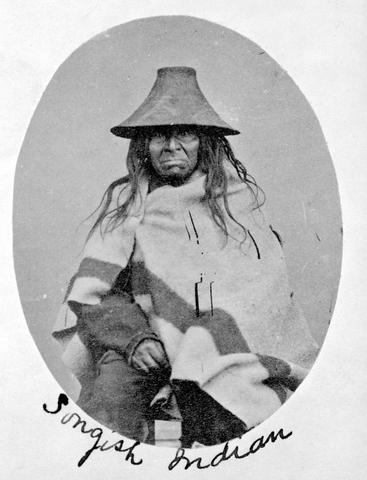
Zwischen 1866 und 1870 von Frederick Dally (1838–1914) fotografierter Angehöriger der Songhees

Als 1858 am Columbia River Gold entdeckt wurde, vervielfachte sich die Einwohnerzahl Victorias binnen weniger Tage von rund 300 auf über 5.000. Die Indianer wurden angesichts von mehr als 20.000 Zuwanderern (die überwiegend weiterzogen) zur Minderheit.
Die Pockenepidemie von 1862, eingeschleppt aus San Francisco, veranlasste die Behörden zu Panikreaktionen. Man verwies alle Indianer aus der Region, die nicht bei Weißen beschäftigt waren. Damit verteilten die Rückkehrer die Krankheit in weitem Umkreis, denn die Inkubationszeit beträgt ein bis zweieinhalb Wochen – genug Zeit, um jeden Punkt auf der Vancouver-Insel zu erreichen, ohne erkennbar zu erkranken.
Im Gegensatz zu den Europäern, bei denen die Pocken eine dauerhafte Bedrohung darstellten, fehlte den Indianern fast jede Resistenz. Nur wenige von ihnen kamen zurück. Dennoch kamen bald wieder Erntearbeiter auf dem Weg nach Kalifornien durch, trafen sich hunderte von Teilnehmern an den großen Potlatches. Kanubauer trafen sich im Songhee-Gebiet. Offenbar hat der Einsatz, den die Ärzte von Victoria, allen voran John Sebastian Helmcken, gezeigt hatten, um die benachbarten Indianerstämme zu impfen, das Überleben des Stammes gesichert. Die Handelsflotte Victorias, immerhin 59 Schoner, basierte selbst 1894 noch zu erheblichen Teilen auf indianischer Arbeitskraft. 518 der 1.336 Beschäftigten waren Indianer.
1911 schlossen die Songhee einen Vertrag mit der Regierung, der ihnen einerseits den Umzug nach Esquimault zumutete, wo sich seit 1865 ein Flottenstützpunkt befand, andererseits sollte er ihnen aber Sammel-, Fisch- und Jagdrechte dort einräumen. Er ist noch heute gültig. Das alte Reservat wurde verkauft, später kam ein Gebiet bei View Royal hinzu.

### McKenna-McBride-Kommission
Als die McKenna-McBride-Kommission ab 1913 die Reservate British Columbias aufsuchte, schlug sie vor, dass die Reservate des „Saanich Tribe“, „No. 1-South Saanich, 483.00 acres“, „No. 2-East Saanich, 605.00 acres“, „No. 3-Discovery Island, Cowichan District, 90.00 acres, and No. 4-Chatham Islands, Cowichan District, zwei Inseln etwa 1/8 Meile nordwestlich von Reserve No. 3, 57.00 acres“ bestehen bleiben sollten, doch sollten von No. 2 genau 8,76 Acre zugunsten der Canadian Northern Pacific Railway und einer Straße eingezogen werden.
Rechtskraft erhielten die Vorschläge der Kommission erst 1923.

### Wiederherstellung
1971 entschieden sich die Councillors des Juan-de-Fuca-College für Erwachsenenbildung dafür, den Namen Camosun aus dem Songhee für ihr College zu übernehmen, das sich seitdem besonders für die Ausbildung der First Nations einsetzt. Das Institut ist der achtgrößte Arbeitgeber der Region mit 1.250 Angestellten (1997). Das dortige First Nations Community Studies Diploma Program widmet sich der Ausbildung indianischer Führungskräfte. Seit 2005 arbeitet es dabei mit Victorias Native Friendship Centre und den Songhees zusammen. 2006 studierten hier 500 Indianer aus 50 First Nations. Die Walking With Our Ancestors Celebration, früher als First Peoples Festival bekannt, findet dank ihrer Unterstützung jeden Sommer auf dem Gelände des Royal British Columbia Museum statt.
Das traditionelle Gebiet liegt heute überwiegend im Verdichtungsraum Victoria. Sir James Douglas, der Gouverneur von Vancouver Island, handelte 1850 einen ersten Vertrag mit den Songhees aus. Um diesen Vertrag gab es bis 2006 einen jahrelangen Rechtsstreit, dessen Ende im November dieses Jahres durch Häuptling Robert Sam, den Minister für Indianerangelegenheiten und Nördliche Entwicklung Jim Prentice (bis 2007) sowie Mike de Jong, den Minister of Aboriginal Relations and Reconciliation verkündet wurde. Dennoch kommt es gerade jetzt zu neuen Konflikten.
Die Songhees leben heute in drei Reservaten, eines um Esquimault Harbour (New Songhees 1a) und zwei weitere an der Mündung der Haro-Straße auf Discovery Island und auf mehreren Inseln um Chatham Island gegenüber der Oak Bay. Sie umfassen insgesamt 137,8 ha. 2001 zählte man insgesamt 1870 Angehörige der Songhees First Nation, was die Diskrepanz zwischen offiziellen Zahlen und den von den Stämmen als Stammesangehörige akzeptierten verdeutlicht.
2001 verkaufte die Stadt Victoria Crown Land an der Mündung des Goldstream River, am Ende eines langen Fjords, der als Saanich Inlet bekannt ist. Hier befanden sich ein altes Dorf und eine Begräbnisstätte. Der Goldstream River und der Spaet-Berg (gespr. spa-eth) sind Teil des Goldstream River-Wasserschutzgebietes. 1913 wurden ganze 12 Acres als Goldstream Indian Reserve No. 13 ausgewiesen. Holzeinschlag, wie er in Kanada noch häufig in Gebrauch ist, also der großflächige Kahlschlag, schädigten die Trinkwasser- und Energieversorgung der Stadt. Erst 1998 konnte dieses Verfahren gestoppt werden. Der Goldstream Provincial Park wurde nach Stilllegung eines Wasserkraftwerks eingerichtet. Die fünf Songhee-Nations teilen sich hier noch heute ein Reservat.
2006 wurde das Programm zur Rettung einer extrem seltenen Lachsart begonnen, das Greater Georgia Basin Steelhead Recovery Program für den Chum Salmon (Ketalachs). Inzwischen bedrohen aber Straßenausbauten das Gebiet, dazu kommen Golfplätze, die vor allem die Bear Mountain Resort vorantreiben will. Dabei kam es 2006 beinahe zu tätlichen Auseinandersetzungen, nachdem es zu Schändungen der Grabstätten und anderer Heiliger Stätten gekommen war.

## Kompensationen
Das Parlamentsgebäude und seine Umgebung gehören mit ihren 4 ha sicherlich zu den wertvollsten Grundstücken in der gesamten Provinz. 2006 schätzte man seinen Wert auf 40.000.000 CAD.
Am 25. November 2006 einigte man sich auf eine Summe von 31,5 Millionen Dollar, die zu gleichen Teilen unter Songhees und Esquimalt aufgeteilt werden sollen. Dabei sollen jeweils pro Stammesmitglied nie mehr als 2.000 CAD aus einem Fond ausgezahlt werden dürfen. Bei zusammen 700 staatlich anerkannten Stammesmitgliedern der beiden Stämme ergibt dies 1,4 Millionen.
Weitere 8,5 Millionen CAD, ebenfalls aufgeteilt, sollen zum Kauf von Ersatzgrundstücken aus dem staatlichen Besitz eingesetzt werden. Sie müssen in Victoria oder in Esquimalt, Langford, Colwood oder View Royal liegen und maximal die gleiche Fläche umfassen wie das alte Grundstück. Schließlich sollen 3 Millionen zur Deckung der Anwaltskosten sowie zur Umsetzung der vertraglichen Vereinbarungen aufgebracht werden.
Anfang 2007 wurden Abstimmungen durchgeführt. Der Vertrag beinhaltet den Verzicht der beiden Stämme auf das genannte Gebiet, bedeutet aber nicht, dass sie auf ihr sonstiges traditionelles Gebiet verzichten.